# Senyoria d'Esch
La senyoria d'Esch fou una jurisdicció feudal del Sacre Imperi Romanogermànic al Bidgau.
Fredeló, senyor d'Echternach i Malmedy vers 1057 (mort vers 1083/1085) es va casar amb Ermengarda de Clermont (Condroz) filla de Widric I de Clermont (vers 1020-1060) la qual havia enviudat de Gozeló comte de Montaigu. Van tenir diversos fills i el gran Enric I va heretar de la mare la senyoria d'Esch al Condroz. Va anar en la Croada i va morir a Terra Santa avançat el 1098 a causa d'una epidèmia. El seu germà Jofré (que també va participar en la Croada) ja hauria mort poc abans i la successió va passar un tercer germà Giselbert que en les fonts apareix com a comte i no com a senyor, sense que se'n sàpiga la causa; podria haver estat casat amb una comtessa, però Adelaida, la seva esposa, no consta com a tal. Va morir després del 1131 (en data desconeguda). El seu fill Renard fou senyor d'Hermalle (Hermalle-sous-Huy) estant testimoniat el 1157 i deixant un fill, Enric, que fou també senyor d'Hermalle, testimoniat el 1187.
Com a senyor d'Esch apareix al darrere de Giselbert, un personatge sens dubte parent però de relació desconeguda, anomenat Jofré (II) que subscrivia una carta el 1124. El 1135 obtingué el títol de comte. Estava casat amb Alix de Grandpré, vídua de Godofreu comte de Durbuy i filla d'Enric I comte de Grandpré. Van tenir cinc fills dels quals Bartomeu (Bartholomäus) va ser el tronc dels senyors d'Esch i d'Useldingen.